# Telmatobius mendelsoni
Telmatobius mendelsoni es una especie de anfibio anuro de la familia Telmatobiidae.

## Distribución geográfica
Esta especie es endémica de la provincia de Paucartambo en la región de Cuzco, Perú.

## Etimología
Esta especie lleva el nombre en honor a Joseph R. Mendelson.

## Publicación original
- De la Riva, Trueb & Duellman, 2012: A new species of Telmatobius (Anura: Telmatobiidae) from montane forests of southern Peru, with a review of osteological features of the genus. South American Journal of Herpetology, vol. 7, n.º 2, p. 91-109[3]